# Arawa (ciudad)
Arawa es un pueblo ubicado en la isla Bougainville, Papúa Nueva Guinea. La ciudad es administrada por el gobierno local rural de Arawa.
La ciudad fue destruida en gran parte durante la guerra civil de Bougainville, [cita requerida], lo que resultó en la reubicación de la capital en Buka, aunque hay planes para reconstruir Arawa y convertirla en la capital nuevamente. La tierra donde ahora se encuentra Arawa era anteriormente una gran plantación de expatriados.